# James Okwe Chibueze
James Okwe Chibueze est un astronome sud-africain, vice-président de l'Union astronomique internationale de 2024 à 2027.